# Mangasarov Shmavon
 (novembre 2013).
Si vous disposez d'ouvrages ou d'articles de référence ou si vous connaissez des sites web de qualité traitant du thème abordé ici, merci de compléter l'article en donnant les références utiles à sa vérifiabilité et en les liant à la section « Notes et références ».
Mangasarov Shmavon Grigorievich (1er août 1907 - 1992) est un artiste azéri, l'un des fondateurs et des membres de la société Аde l'Azerbaïdjan de l'art révolutionnaire des travailleurs.
Membre de l'Union des Artistes de l’URSS. 
Artiste émérite de l'Azerbaïdjan.
Membre de l’Association des Jeunes Artistes de l'Azerbaïdjan (AJAA).

## Expositions
Du vivant de l’artiste
- 1928 : 1re exposition des organisations des jeunes peintres de l'Azerbaïdjan (Bakou).
- 1930 : 1re exposition de la société Azerbaïdjanaise des travailleurs de l'art révolutionnaire (AZORRIIS) (Bakou).
- 1931 : exposition d'œuvres d'artistes originaires d'Ukraine, l'Azerbaïdjan, l'Arménie (Moscou).
- 1940 : exposition consacrée au 20e anniversaire de l'instauration du pouvoir soviétique en  Azerbaïdjan.
- 1946 : exposition des œuvres des peintres - participants de la Grande Guerre Nationale (Bakou).
- 1947 : exposition d'art républicain d'œuvres d'artistes azerbaïdjanais, consacrée au 30e anniversaire de la Grande Révolution Socialiste d'octobre  (Bakou).
- 1949 : exposition des nouvelles œuvres des peintres de la République (Bakou).
- 1954 : exposition d'art républicain en 1954 (Bakou).
- 1954 : exposition des œuvres d'artistes de la RSS (Républiques Socialistes Soviétiques) de Géorgie, l'Azerbaïdjan et de l'Arménie Moscou).
- 1955 : exposition d'art républicain, 1955 (Bakou).
- 1957 : exposition d'art républicain en liaison avec le 40e anniversaire de la Grande Révolution Socialiste d'octobre (Bakou).

Après la mort de l’artiste
- 2001 : Artistes de l'Azerbaïdjan sur la Volga
- 2006 : La palette des amis. Artistes du Caucase à la Résidence d'Artiste du peuple Lev Gorelik à Saratov (Moscou Académie russe des Arts).
- 2009 : Caucase chez nous - de la collection de l'artiste du peuple de Russie Lev Grigorievich Gorelik.